# Nanchong
Nanchong, tidigare romaniserat Nanchung, är en stad på prefekturnivå i Sichuan-provinsen i sydvästra Kina. Den ligger omkring 220 kilometer öster  om provinshuvudstaden Chengdu.

## Administrativ indelning
Nanchong är indelat i tre stadsdistrikt, en stad på häradsnivå och fyra härad:
| Karta              | Karta     | Karta     | Karta         | Karta                    | Karta     | Karta                      |
| ------------------ | --------- | --------- | ------------- | ------------------------ | --------- | -------------------------- |
|                    |           |           |               |                          |           |                            |
| Nr                 | Namn      | Kinesiska | Pinyin        | Befolkning (2004 uppsk.) | Yta (km²) | Befolknings- täthet (/km²) |
| Stadsdistrikt      |           |           |               |                          |           |                            |
| 1                  | Shunqing  | 顺庆区    | Shùnqìng qū   | 620 000                  | 545       | 1 138                      |
| 2                  | Gaoping   | 高坪区    | Gāopíng qū    | 570 000                  | 812       | 702                        |
| 3                  | Jialing   | 嘉陵区    | Jiālíng qū    | 680 000                  | 1 170     | 581                        |
| Stad på häradsnivå |           |           |               |                          |           |                            |
| 4                  | Langzhong | 阆中市    | Lángzhōng shì | 860 000                  | 1 877     | 458                        |
| Härad              |           |           |               |                          |           |                            |
| 5                  | Nanbu     | 南部县    | Nánbù xiàn    | 1 240 000                | 2 305     | 538                        |
| 6                  | Yingshan  | 营山县    | Yíngshān xiàn | 900 000                  | 1 633     | 551                        |
| 7                  | Peng'an   | 蓬安县    | Péng'ān xiàn  | 680 000                  | 1 334     | 510                        |
| 8                  | Yilong    | 仪陇县    | Yílǒng Xiàn   | 1 060 000                | 1 695     | 625                        |
| 9                  | Xichong   | 西充县    | Xīchōng Xiàn  | 640 000                  | 1 108     | 578                        |

## Klimat
Genomsnittlig årsnederbörd är 1 418 millimeter. Den regnigaste månaden är juli, med i genomsnitt 272 mm nederbörd, och den torraste är december, med 6 mm nederbörd.